# Dvärgkölödla
Dvärgkölödla (Algyroides fitzingeri) är en ödleart som beskrevs av Arend Friedrich August Wiegmann 1834. Arten ingår i släktet kölödlor, och familjen egentliga ödlor. IUCN kategoriserar dvärgkölödlan globalt som livskraftig. Inga underarter finns listade i Catalogue of Life. Det vetenskapliga namnet har arten fått efter den österrikiske zoologen Leopold Fitzinger.

## Utbredning
Dvärgkölödlan återfinns på Korsika och Sardinien samt på några av de mindre omgivande öarna. På Korsika kan den förekomma upp till en höjd av 1 800 meter över havet.

## Levnadssätt
Arten förekommer i en mängd miljöer av medelhavstyp. Dvärgkölödlor hittas i skogar, på platser med rik vegetation, buskmarker, områden med glesare gräs och i klippiga regioner. De kan också återfinnas på odlad mark och på torra stenväggar. Arten föredrar oftast områden med skugga och hittas ofta nära vatten. Honorna lägger mellan två och fyra ägg.

## Bildgalleri

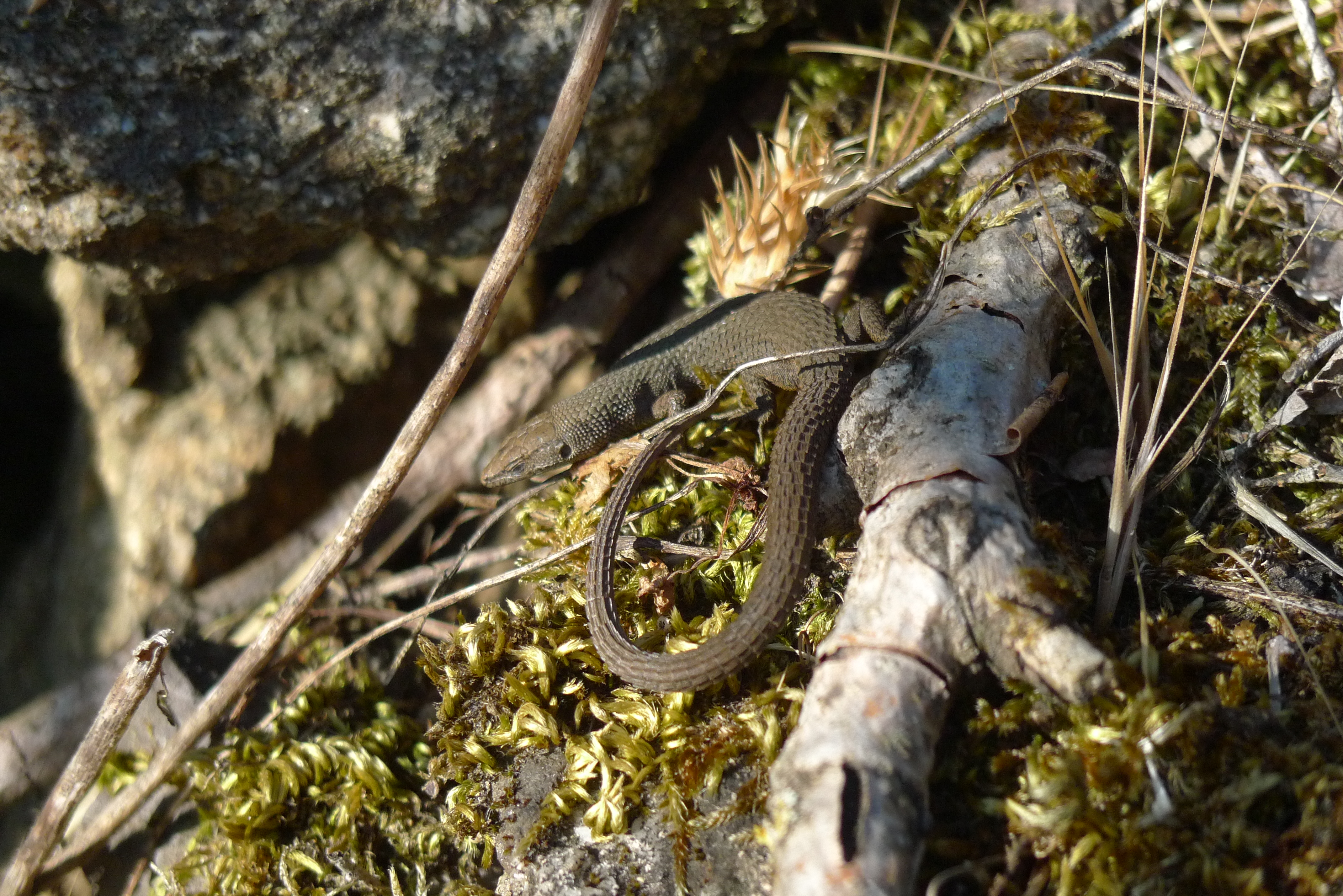